# Leopold Gil i Nebot
Leopold Gil i Nebot   (Barcelona, 1921 - 3 de gener de 2016) va ser un arquitecte català.

## Biografia
Membre de la potent família vuitcentista Gil, en què hi hagué naviliers, banquers, industrials, col·leccionistes i mecenes, com Pau Gil, el promotor del nou Hospital de Sant Pau. Nebot de l'arquitecte noucentista Francesc de Paula Nebot, es formà a l'Escola d'Arquitectura de Barcelona, de la que en seria catedràtic i director en temps difícils, destacant pel seu paper sempre a la recerca de la concòrdia. Seria també director de l'Escola d'Arquitectura de la Universitat de Navarra. President de la Fundació Lluís Domènech i Montaner.
Va ser una autoritat internacional en arquitectura hospitalària i va projectar hospitals a Europa i Àfrica.
Conservà part de la famosa col·lecció familiar d'art, que enriquí substancialment el MNAC. Fou membre numerari de la Reial Acadèmia Catalana de Belles Arts de Sant Jordi, de la que fou també, des de 1996, un secretari general molt actiu fins i tot passats els noranta anys.

## Obres

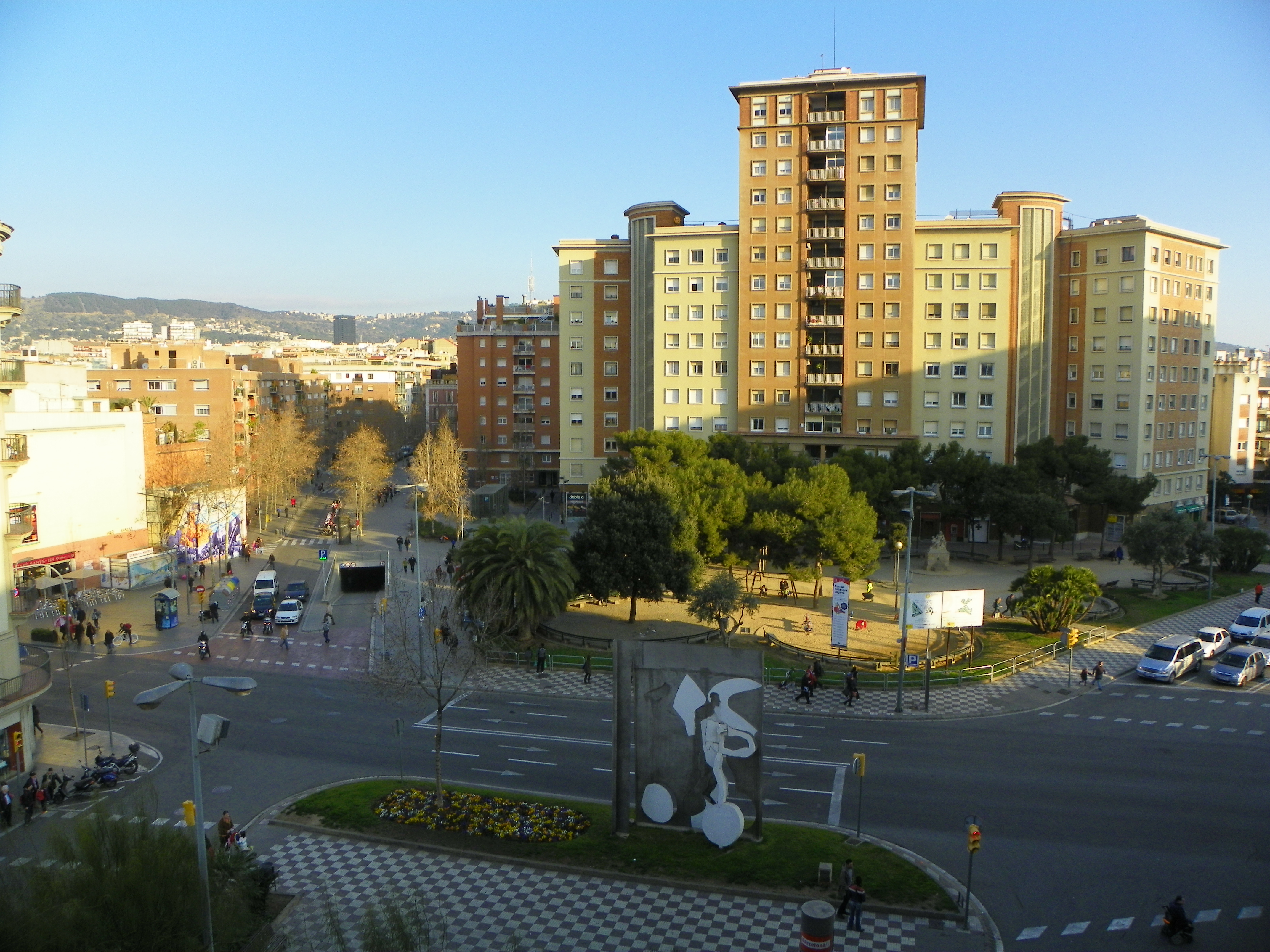
Edifici-torre a la plaça de Sants de Barcelona (1958)

- Diversos edificis-torre d'habitatges de la Caixa d'Estalvis de Barcelona a diversos llocs de Barcelona: plaça de Sants, Josep Tarradellas 1, Meridiana-Pare Claret, etc.[4]
- Clínica Nostra Senyora del Pilar (Barcelona): Encarregat per la família de contractistes Barba, representants de la Congregació religiosa propietària de la clínica: Germanes de Santa Ana. El 1962 va projectar un nou edifici per ampliar les instal·lacions. Anteriorment al 1949 va dissenyar una reixa rodona per una finestra de la capella i el 1951 va projectar la reforma d'un petit quiròfan[5]